# Mojo Jojo
"Mojo Jojo" (gestileerd in hoofdletters) is een nummer van de Amerikaanse rapper Playboi Carti. Het werd uitgebracht via AWGE en Interscope Records als het vijfde nummer van Carti's derde studioalbum, Music, op 14 maart 2025. Het bevat extra vocalen van de Amerikaanse rapper Kendrick Lamar, die alleen als ad-libs optreedt. Het nummer werd geschreven door Playboi Carti, Kendrick Lamar en Jason "J. LBS" Pounds, samen met producer Cardo, die het samen met Johnny Juliano produceerde.

## Ontvangst
Het lied kreeg over het algemeen positieve recensies. Billboard plaatste het op de zesde plaats in hun ranglijst van zowel de nummers als gastoptredens op Music. Ze prezen Kendricks ad-libs en hoe Carti's Auto-Tune zijn nasale stem vervormt tot iets buitenaards. Cole noemde het een van de sterkste samenwerkingen van het jaar: beide artiesten klinken als kwaadaardige aliens op Cardo’s productie. Volgens hem bewijst dit nummer dat Carti op Music op zijn best is. Ben Beaumont-Thomas noemde Lamar een "bedrieger-god" die speelse ad-libs toevoegt, en roemde Carti’s vocale kracht. Tom Breihan, die het album recenseerde voor Stereogum, vond Lamar minder passend en zag hem eerder als fan dan als volwaardige bijdrager.